# Episodi di Doctor Who (serie televisiva 1963) (quinta stagione)
Questa voce contiene l'elenco dei 40 episodi della quinta stagione della serie televisiva Doctor Who. In Inghilterra questi episodi sono stati trasmessi dal 2 settembre 1967 al 1º giugno 1968. In Italia questa stagione è completamente inedita.
Come per tutte le stagioni della serie classica, gli episodi vengono suddivisi in "macrostorie" (in inglese, serial) con una propria continuità narrativa e un proprio titolo, qui indicato nella colonna "Titolo serial" della tabella.
Una larga parte degli episodi di questa stagione (indicata con P) è andata perduta. Alcuni episodi (indicati con A) sono stati ricostruiti attraverso l'animazione
| nº | Titolo originale                   | Titolo italiano | Prima TV UK       | Prima TV Italia | Titolo serial            |
| -- | ---------------------------------- | --------------- | ----------------- | --------------- | ------------------------ |
| 1  | The Tomb of the Cybermen I         |                 | 2 settembre 1967  | inedito         | The Tomb of the Cybermen |
| 2  | The Tomb of the Cybermen II        |                 | 9 settembre 1967  | inedito         | The Tomb of the Cybermen |
| 3  | The Tomb of the Cybermen III       |                 | 16 settembre 1967 | inedito         | The Tomb of the Cybermen |
| 4  | The Tomb of the Cybermen IV        |                 | 23 settembre 1967 | inedito         | The Tomb of the Cybermen |
| 5  | The Abominable Snowmen I (P) (A)   |                 | 30 settembre 1967 | inedito         | The Abominable Snowmen   |
| 6  | The Abominable Snowmen II (A)      |                 | 7 ottobre 1967    | inedito         | The Abominable Snowmen   |
| 7  | The Abominable Snowmen III (P) (A) |                 | 14 ottobre 1967   | inedito         | The Abominable Snowmen   |
| 8  | The Abominable Snowmen IV (P) (A)  |                 | 21 ottobre 1967   | inedito         | The Abominable Snowmen   |
| 9  | The Abominable Snowmen V (P) (A)   |                 | 28 ottobre 1967   | inedito         | The Abominable Snowmen   |
| 10 | The Abominable Snowmen VI (P) (A)  |                 | 4 novembre 1967   | inedito         | The Abominable Snowmen   |
| 11 | The Ice Warriors I                 |                 | 11 novembre 1967  | inedito         | The Ice Warriors         |
| 12 | The Ice Warriors II (P) (A)        |                 | 18 novembre 1967  | inedito         | The Ice Warriors         |
| 13 | The Ice Warriors III (P) (A)       |                 | 25 novembre 1967  | inedito         | The Ice Warriors         |
| 14 | The Ice Warriors IV                |                 | 2 dicembre 1967   | inedito         | The Ice Warriors         |
| 15 | The Ice Warriors V                 |                 | 9 dicembre 1967   | inedito         | The Ice Warriors         |
| 16 | The Ice Warriors VI                |                 | 16 dicembre 1967  | inedito         | The Ice Warriors         |
| 17 | The Enemy of the World I           |                 | 23 dicembre 1967  | inedito         | The Enemy of the World   |
| 18 | The Enemy of the World II          |                 | 30 dicembre 1967  | inedito         | The Enemy of the World   |
| 19 | The Enemy of the World III         |                 | 6 gennaio 1968    | inedito         | The Enemy of the World   |
| 20 | The Enemy of the World IV          |                 | 13 gennaio 1968   | inedito         | The Enemy of the World   |
| 21 | The Enemy of the World V           |                 | 20 gennaio 1968   | inedito         | The Enemy of the World   |
| 22 | The Enemy of the World VI          |                 | 27 gennaio 1968   | inedito         | The Enemy of the World   |
| 23 | The Web of Fear I                  |                 | 3 febbraio 1968   | inedito         | The Web of Fear          |
| 24 | The Web of Fear II                 |                 | 10 febbraio 1968  | inedito         | The Web of Fear          |
| 25 | The Web of Fear III (P) (A)        |                 | 17 febbraio 1968  | inedito         | The Web of Fear          |
| 26 | The Web of Fear IV                 |                 | 24 febbraio 1968  | inedito         | The Web of Fear          |
| 27 | The Web of Fear V                  |                 | 2 marzo 1968      | inedito         | The Web of Fear          |
| 28 | The Web of Fear VI                 |                 | 9 marzo 1968      | inedito         | The Web of Fear          |
| 29 | Fury from the Deep I (P)(A)        |                 | 16 marzo 1968     | inedito         | Fury from the Deep       |
| 30 | Fury from the Deep II (P)(A)       |                 | 23 marzo 1968     | inedito         | Fury from the Deep       |
| 31 | Fury from the Deep III (P)(A)      |                 | 30 marzo 1968     | inedito         | Fury from the Deep       |
| 32 | Fury from the Deep IV (P)(A)       |                 | 6 aprile 1968     | inedito         | Fury from the Deep       |
| 33 | Fury from the Deep V (P)(A)        |                 | 13 aprile 1968    | inedito         | Fury from the Deep       |
| 34 | Fury from the Deep VI (P)(A)       |                 | 20 aprile 1968    | inedito         | Fury from the Deep       |
| 35 | The Wheel in Space I (P)           |                 | 27 aprile 1968    | inedito         | The Wheel in Space       |
| 36 | The Wheel in Space II (P)          |                 | 4 maggio 1968     | inedito         | The Wheel in Space       |
| 37 | The Wheel in Space III             |                 | 11 maggio 1968    | inedito         | The Wheel in Space       |
| 38 | The Wheel in Space IV (P)          |                 | 18 maggio 1968    | inedito         | The Wheel in Space       |
| 39 | The Wheel in Space V (P)           |                 | 25 maggio 1968    | inedito         | The Wheel in Space       |
| 40 | The Wheel in Space VI              |                 | 1º giugno 1968    | inedito         | The Wheel in Space       |

## The Tomb of the Cybermen
- Diretto da: Morris Barry
- Scritto da: Kit Pedler, Gerry Davis
- Dottore: Secondo Dottore (Patrick Troughton)
- Compagni di viaggio: Jamie McCrimmon (Frazer Hines), Victoria Waterfield (Deborah Watling)

### Trama
L'equipaggio del TARDIS arriva sul pianeta Telos, dove un'équipe di scienziati, scavando, ha trovato la Tomba dei Cybermen. I guerrieri metallici ibernati al suo interno, però, stanno per risvegliarsi.

## The Abominable Snowman
- Diretto da: Gerald Blake
- Scritto da: Mervyn Haisman, Henry Lincoln
- Dottore: Secondo Dottore (Patrick Troughton)
- Compagni di viaggio: Jamie McCrimmon (Frazer Hines), Victoria Waterfield (Deborah Watling)

### Trama
Dopo che il TARDIS atterra sull'Himalaya, il Dottore ed i suoi compagni incontrano quello che sembra essere nientemeno che l'abominevole uomo delle nevi. Dopo aver scoperto che si trattava soltanto di un robot, il Dottore dovrà sventare i piani del suo manovratore, un uomo di nome Padmasambhava, fusosi con l'entità aliena nota come Grande Intelligenza.

## The Ice Warriors
- Diretto da: Derek Martinus
- Scritto da: Brian Hayles

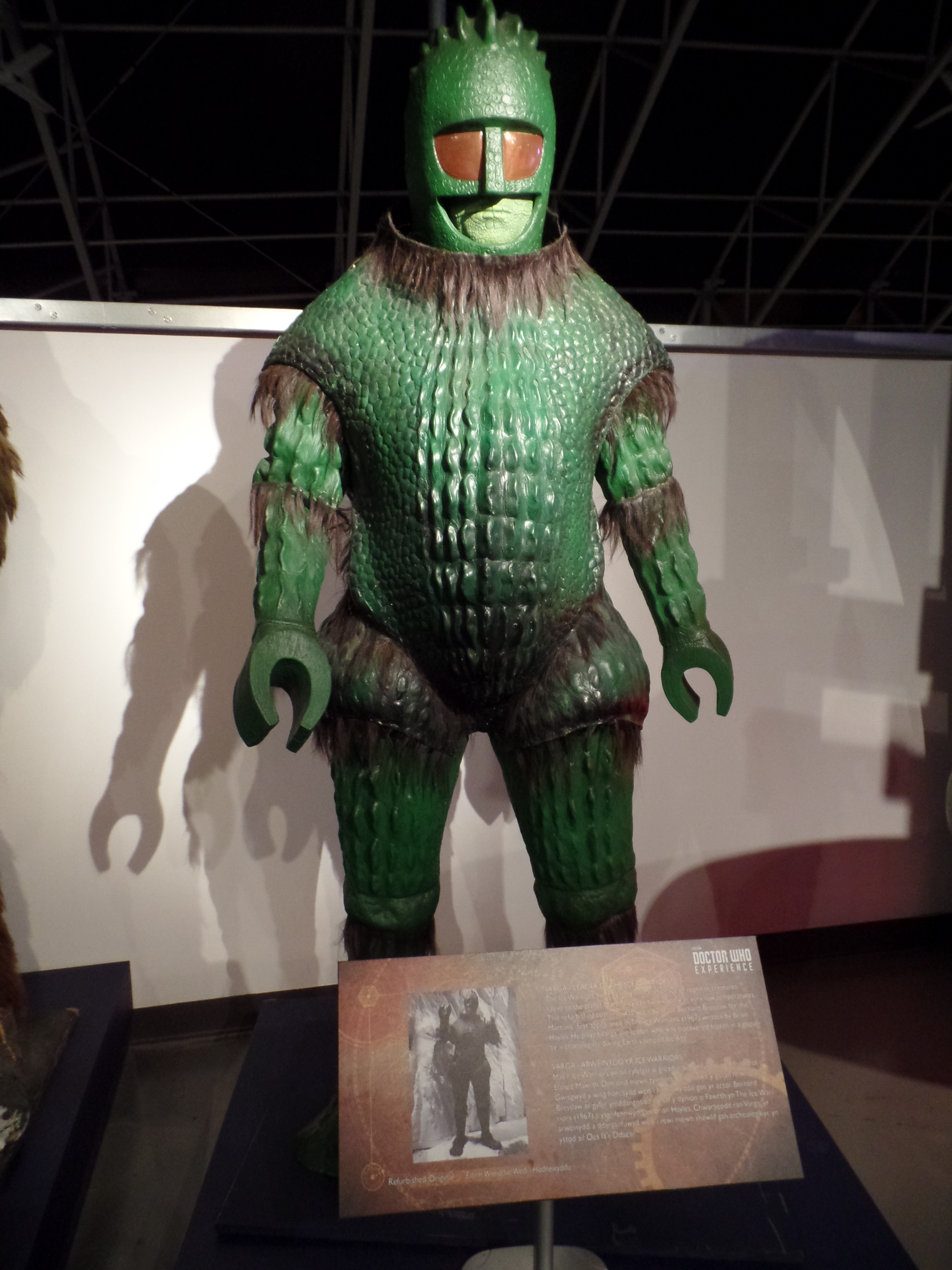
Un Ice Warrior, in mostra alla Doctor Who Experience di Cardiff.

- Dottore: Secondo Dottore (Patrick Troughton)
- Compagni di viaggio: Jamie McCrimmon (Frazer Hines), Victoria Waterfield (Deborah Watling)

### Trama
In un futuro prossimo, i membri di una base inglese nel Polo perdono il controllo del macchinario che utilizzavano per rallentare lo scioglimento dei ghiacciai. Dai ghiacci dell'Artico emergono i guerrieri del ghiaccio, provenienti da Marte.

## The Enemy of the World
- Diretto da: Barry Letts
- Scritto da: David Whitaker
- Dottore: Secondo Dottore (Patrick Troughton)
- Compagni di viaggio: Jamie McCrimmon (Frazer Hines), Victoria Waterfield (Deborah Watling)

### Trama
Giunto nell'Australia del 2018, il Dottore scopre di avere un sosia malvagio, il "nemico del mondo" Salamander.

## The Web of Fear
- Diretto da: Douglas Camfield
- Scritto da: Mervyn Haisman, Henry Lincoln
- Dottore: Secondo Dottore (Patrick Troughton)
- Compagni di viaggio: Jamie McCrimmon (Frazer Hines), Victoria Waterfield (Deborah Watling)

### Trama
Con l'aiuto dei militari della UNIT, il Dottore tenta di fermare gli yeti della Grande Intelligenza, che hanno conquistato la metropolitana londinese.

## Fury from the Deep
- Diretto da: Hugh David
- Scritto da: Victor Pemberton
- Dottore: Secondo Dottore (Patrick Troughton)
- Compagni di viaggio: Jamie McCrimmon (Frazer Hines), Victoria Waterfield (Deborah Watling)

### Trama
Nel Mare del Nord, il Dottore ed i suoi compagni investigano su qualcosa di strano presente nel canneto di una spiaggia lì vicino.

### Curiosità
- L'episodio, oltre a segnare l'ultima apparizione regolare del personaggio di Victoria, segna la prima apparizione del cacciavite sonico.

## The Wheel in Space
- Diretto da: Tristan DeVere Cole
- Scritto da: David Whitaker, Kit Pedler
- Dottore: Secondo Dottore (Patrick Troughton)
- Compagni di viaggio: Jamie McCrimmon (Frazer Hines), Zoe Heriot (Wendy Padbury)

### Trama
Il Dottore e Jaimie si ritrovano in un'astronave deserta che sta trasportando un ingente quantitativo di Cybermen.

### Curiosità
- Nell'episodio 2 del serial, il Dottore utilizza per la prima volta lo pseudonimo "John Smith".